# 拉莫娜·巴尔塔扎
拉莫娜·巴尔塔扎（德語：Ramona Balthasar，1964年1月9日—），德国女子赛艇运动员。她曾代表东德参加1988年夏季奥林匹克运动会赛艇比赛，获得女子八人单桨有舵手金牌。